# سيشال
سيشال أو (نقحرة: سيكسال) هي مدينة من مدن البرتغال. يبلغ عدد سكانها 184,269 نسمة وذلك حسب إحصائيات سنة 2011. تبلغ مساحتها 95.50 كم².

## توأمة
لسيشال اتفاقيات توأمة مع كل من:
- بوا فيستا [الإنجليزية]‏
- مقاطعة لوبانا
- لوبيتو
- بيرا
- باكاو

## أعلام
- هنريكي أفونسو غوميز
- ألبانو

## وصلات خارجية
- الموقع الرسمي